# Комунизъм
Комунизмът (от латински: commùnis, „общ“, „обществен“) е социално и политическо движение, поставящо си за цел създаването на безкласово общество, основано на общата собственост на средствата за производство, свободен достъп до предметите за потребление, премахване на наемния труд и на държавата. В частност комунизъм се нарича и обществено-политическата, икономическа и идеологическа система, изградена от тоталитарните режими в Съветския съюз и страните от неговата сфера.
Според марксистката теория (философско-историческа система) комунизмът е етап от историческото развитие, който възниква като неизбежен резултат от развитието на производителните сили, предизвикващо свръхизобилие на материално богатство и даващо възможност за разпределение, основано на нуждите („от всекиго според възможностите, всекиму според потребностите“), и за обществени отношения, базирани на свободното сдружаване на индивидите, което предполага „отмирането на държавата“ като инструмент на политическата принуда. Според съветския марксизъм социализмът е преходен етап между капитализма и същинския комунизъм. Ленинизмът извежда на преден план концепцията за партията-авангард: централизирана организация от професионални революционери, която трябва да оглави комунистическата революция и да упражнява цялата политическа власт „в името на работниците“ по време на прехода от капитализъм към социализъм.
Поддръжниците на безвластническия комунизъм се противопоставят на идеята за диктатура на пролетариата и за авангардната роля на комунистическата партия и се обявяват за незабавно изоставяне на капитализма и преминаване към истинско комунистическо общество. Според тях организацията на комунистическо общество може да се осъществи единствено чрез доброволни споразумения и сътрудничество между свободни хора. За да бъдат възможни те, държавата със своята управляваща класа и репресивен апарат трябва да бъдат унищожени. Те нямат претенциите да прогнозират институциите в комунистическото общество, оставяйки на неговите членове да намерят най-добрите форми за организация, подходящи за конкретните условия.
Редица държави в миналото и днес се наричат комунистически, въпреки че обществено-политическото и икономическото им устройство е далеч от теоретичния модел на комунизма. Така съвременната стопанска система във Виетнам включва принципите на дой мой, в Китай – на „социалистическата пазарна икономика“, а класическият комунизъм в Съветския съюз е определян от редица комунисти като държавен капитализъм. Българската комунистическа партия управлява България от средата на 40-те до началото на 90-те години на XX в. Според някои изследователи, комунистическите режими са довели до гибелта на около 90 милиона души.

## История

### Преди индустриалната революция
Идеологията на комунизма черпи сили от общите нужди на хората, чувството за солидарност и практиките на взаимопомощ помежду им. Според Пьотър Кропоткин отношения и общества, основани на тези принципи, са присъствали в цялата писана история на човечеството и са съществен фактор в неговата еволюция. Общоприето е схващането, че преди създаването на държавите хората са живеели в безкласови общества. Карл Маркс и Фридрих Енгелс наричат това състояние „първобитен комунизъм“.
През всички етапи на по-късната човешка история са съществували отделни групи хора, които живеели по законите на комунизма – запазвайки общата собственост и братското разпределение на всичко, което имат. Днес наричаме подобни селища и организации комуни. Макар и не под формата на комуни, отношения на самоорганизирана взаимопомощ са се запазвали сред големи групи хора във всички познати общества до възшествието на националната държава.
С Ренесанса се появяват книгите на Томас Мор (1478 – 1535) – „Утопия“ (1516) и на Томазо Кампанела (1568 – 1639) – „Градът на Слънцето“, където комунизмът вече не се нуждае от религиозна обвивка. Жан-Жак Русо обявява частната собственост за причина за социалното неравенство. Франсоа Бабьоф се обявява за „комунитарно общество“ под лозунга „Плодовете са на всички, земята – на никого“.
През XVII век комунистически идеи се забелязват отново в Англия, където пуританската религиозна деноминация, известна като „копачите“, се противопоставя на частната собственост върху земята. Според Едуард Бернщайн някои групи по време на гражданската война в Англия, и специално „копачите“, са практикували чист комунизъм, и че отношението на Оливър Кромуел към тези групи е било противоречиво и дори враждебно. Комунарите (хората, които желаели да живеят в комуни) винаги са били кротки и миролюбиви. Те се стараели да поддържат добри отношения със съседите си и с властта. Управляващите обаче почти винаги се отнасяли враждебно към комуните.

### Зараждане на организирани комунистически движения
През 19 век се оформят различни групи от хора, които виждат в комунистическото устройство на обществото средство за решаване на социалните проблеми. Идеите им намират поддръжници главно сред пролетариата. През 1864 в Лондон е основана „Международната асоциация на работниците“, известна още като Първи интернационал – сдружение предимно на синдикални активисти от различни организации. Членовете на сдружението следват различни течения на социалистическата мисъл – мютюалисти, марксисти, колективисти, индивидуалисти и др. Докато влиянието на сдружението расте бързо, се оформя главното разделение между членовете му – участие в политическите борби или пряко действие срещу държавата и капитала. На конгреса в Хага през 1872 марксистите изключват Бакунин и през 1876, на конгрес във Филаделфия, организацията официално се разпада. Сподвижниците на Бакунин, които са количествено повече, правят опити за възстановяването на интернационала, който през 1922 официално се учредява като Интернационал на анархистките федерации и съществува и до днес. Последователите на Маркс създават впоследствие Втори, Трети и Четвърти интернационал.

#### Идеологически противоречия
Според комунистите единственият начин да се изгради комунистическо общество е да се отнемат властта и средствата за производство от ръцете на капиталистите. Според марксистките партии пролетариатът трябвало да завземе властта и да осигури планомерното изграждане на комунизма. В рязко противоречие с това анархистите смятат, че след разрушаването на старата система трябва централизираната държавна власт да бъде заменена с пряка демокрация, а обществото да се състои от самоуправляващи се общини, наричани комуни. Така към края на XIX век се оформят двете основни течения в комунистическите движения: борба за завземането на институциите на властта и борба за разрушаването им.

### Комунистически партии в борба за завземане на властта
Към началото на 20 век в повечето европейски страни различни партии се борят да завземат властта под флага на учението на Маркс. В разгара на Първата световна война, през пролетта на 1917 лявото крило на Руската социалдемократическа работническа партия (РСДРП) формира болшевишката партия, която след Oктомврийската революция за няколко години успява да укрепи властта си в Русия. Водачът на партията Владимир Ленин описва властта ѝ като „диктатура на пролетариата“. Партията превръща контролираните територии на бившата руска империя в нова държава СССР. Декларира в конституцията намерения за въвеждане на „публично комунистическо самоуправление“ и установява тоталитаризъм.
През 1919 е създаден Комунистическият интернационал, който „обединява нововъзникналите комунистически партии в различни страни“. Интернационалът (в ролята му на пропагандно оръжие) и имперската политика на СССР разширяват постепенно броя на държавите, построени по съветски модел. През 1949 китайската комунистическа партия побеждава в гражданската война в най-многобройната държава в света – Китай. Към 1980 близо 1/3 от световното население живее в държави, управлявани от марксистки партии. Въпреки общото идеологическо наследство, СССР има остри политически спорове с Китай, Югославия, Румъния и други.
Марксистките партии в Западна Европа след Втората световна война остават на пътя на парламентарната борба за власт. Испания, Франция и особено Италия са известни със силните си комунистически движения и активни комунистически партии.

#### Комунистически държави
След продължителния период на Перестройка, падането на комунистическите режими в Източна Европа става факт през есента на 1989 г. Самият Съветски съюз се разпада в края на 1991. Според някои изследователи, комунизмът, замислен като наследник на капитализма с двете си фази – социализъм и висша степен на комунизъм, претърпява неуспех в реализирането на теорията и комплексната система за обществено-политическия модел.
Към март 2013 г. официално комунистически страни са Китай, Куба, Виетнам и Лаос, въпреки че комунистически партии участват в управляващи коалиции и на други страни.
Следните държавни образувания официално са считали себе си за комунистически:
- Беларус, Грузия, Казахстан, Киргизстан, Литва, Латвия, Армения
  - Литва-Беларус (1918 – 1919)
  - СССР (1917 – 1991)
- Албания (1945 – 1992)
- Ангола (1975 – 1991)
- Афганистан (1978 – 1992)
- Бенин (1975 – 1989)
- България (1944 – 1989)
- Естония:
  - Естонска комуна (1918)
  - Наисаар (1917 – 1918)
- Етиопия (1974 – 1991)
- Германия:
  - Елзаска съветска република (1918)
  - Баварска съветска република (1918 – 1919)
  - ГДР (1949 – 1989)
- Гренада (1979 – 1983)
- Иран:
  - Гилан (1920 – 1921)
  - Кюрдистан (1945 – 1946)
  - Махабад (1945 – 1946)
  - Народен Азербайджан (1945 – 1946)
- Йемен (1969 – 1990)
- Република Конго (1960 – 1990)
- Камбоджа (1975 – 1989)
- Полша (1944 – 1989)
- Мианмар (1962 – 1989) – бирмански социализъм, съчетаващ марксизъм и тхеравада-будизъм.
- Монголия (1921 – 1991)
- Мозамбик (1975 – 1990)
- Русия:
  -  Танну-Тува (1917 – 1944)
  -  Далекоизточна република (1920 – 1922)
- Румъния (1948 – 1989)
- Словакия (1919)
- Сомалия (1968 – 1976)
- Северна Корея (от септември 2009 чучхе официално не е комунистическа идеология[27])
- Узбекистан:
  -  Бухара (1920 – 1924)
  -  Хорезъм (1920 – 1923)
  - СССР:  Узбекска ССР (1917 – 1991)
- Украинска ССР (1921 – 1991)
- Унгария:
  - Унгарска съветска република (1919)
  -  Унгарска народна република (1949 – 1989)
- Финландия (1918)
- Франция (1871)
- Чехословакия (1948 – 1989)
- Югославия (1946 – 1991)
- Китай
- Лаос
- Виетнам
- Куба

Китай, Виетнам и Лаос през последните две десетилетия се отличават с бързо развиваща се и почти пазарна икономика, в противоречие с класическите марксистки доктрини. Подобни реформи се провеждат и в Куба.

#### Жертви на комунистическите режими
Комунистическите партии на власт са обвинявани в репресии срещу населението на собствените си и чужди държави. Според някои източници, приблизителната оценка на жертвите възлиза на между 85 и 100 милиона души.

### Безвластнически комунистически движения
Анархистите участват активно в повечето революционни движения и успяват да наложат безвластнически уклон в редица процеси като мексиканската революция от 1910, унгарското въстание от 1956. Но само на отделни места те разполагат с достатъчно влияние, за да организират обществото според безвластническите принципи.
По време на френско-пруската война в редица места във Франция, с дейното участие на членове на интернационала, се обявяват „комуни“, от които най-известна е Парижката комуна. Комуната заменя държавните органи с органи на самоуправлението и застава в открита борба с правителството на Франция, което е принудено да я унищожи.
По време на Илинденско-Преображенското въстание през лятото на 1903 г. в района между Малко Търново и Василико се образува т.нар. Странджанска комуна. Функционирането и организацията ѝ се обуславят от анархистичните възгледи на част от ръководството на Одринския революционен окръг и особено на Михаил Герджиков.
В периода 1917 – 1921 на територията на Руската империя овладяването на Октомврийската революция от партията на болшевиките, потиска зараждащите се идеи за безвластнически комунизъм, но на определени места те вземат превес. През 1918 – 1921 в земите на днешна Украйна под защитата на „Революционната въстаническа армия на Украйна“, ръководена от Нестор Махно, съществува Свободната територия, населена от около 7 милиона души, организирана на принципа на „свободните съвети“. Друг известен пример за безвластническо комунистическо общество е организацията на живота в Кронщат до завземането му от съветската власт.
По време на гражданската война в Испания анархистите, организирани в CNT организират голяма част от обществения живот, предимно в провинциите Арагон и Кастилия, според принципите на безвластническия комунизъм.
От 1994 в Мексико организираните в Сапатистка армия за национално освобождение местни жители практикуват безвластнически комунизъм.
Пример за съществуващи комуни в днешни дни са някои от израелските градски кибуци. Първият кибуц на територията на днешен Израел е основан през 1910. В наши дни в страната функционират около 270 кибуца с общо население в тях към 100 000 души, но в голямото си мнозинство те са преобразувани в предприятия от традиционен тип и не функционират като трудови кооперации, както при своето възникване. В наши дни те обхващат около 1,3 % от населението на държавата и до голяма степен разчитат за съществуването си на помощи от правителството.

### Извън организираното комунистическо движение
Общества с комунистически характер са създавани и без участието на организираните работнически движения от 19 век. В историята на християнството са познати редица опити за изграждане на комунистически общности, обикновено намиращи почва сред ересите, неподкрепени от властта. Въстанието на Тайпин в Китай през XIX век установява общество с типично комунистически черти. Кибуците в Израел са добре познат пример за организирани комунални общини под държавна опека.

## Идеология
Представите за безкласово общество на различните комунистически учения се различават значително. Общо е мнението обаче, че първобитните общества са живели в условия на примитивен комунизъм и че комунистическото общество е единственото устойчиво бъдеще пред човечеството.
Състоянието на примитивен комунизъм според Енгелс е обусловено от производствените отношения, а разделянето на обществото на класи – от разделението на труда. С излизането на пролетариата на обществената сцена, Енгелс описва комунизма като „учението за условията за освобождение на пролетариата“
Самоопределящите се като комунисти се придържат към различни възгледи, обособени в няколко основни групи. Идеологията на повечето комунистически течения произтича от възгледите на германския философ от XIX век Карл Маркс, но има и немарксистки комунистически групи като анархокомунизма и християнския комунизъм. Най-широко разпространение намира ленинизмът – интерпретация на марксизма, превърнала се с няколкото си разновидности в една от водещите идеологии на XX век и оказала силно влияние върху световната история през този период.

### Марксистки течения
Под наименованието марксизъм е известно учението на Маркс и Енгелс и многобройните им идеологически наследници. Последователите на Маркс наричат своето учение научен комунизъм, за разлика от идеологията на комунарите, която наричат утопичен комунизъм, тъй като я смятат за неосъществима.

#### Основи на марксизма
Първи за комунизъм говори Етиен Кабе. За „Съюза на справедливите“ на Вилхелм Вайтлинг Маркс и Енгелс пишат през 1848 „Манифест на комунистическата партия“, организацията сменя името си на „Съюз на комунистите“ и просъществува до 1850. Както и другите представители на социалистическото движение в средата на 19 век, Карл Маркс и неговия близък съмишленик Фридрих Енгелс се стремят към премахване на капитализма, който смятат за отговорен за експлоатацията на работниците.
Енгелс разглежда подробно произхода на частната собственост в „Произход на семейството, частната собственост и държавата“. Той, според Енгелс, „довел до възникването на робовладелския строй и на разделението на хората в обществото на бедни и богати, господари и подчинени“. В чисто стопанско отношение характерната за първобитния комунизъм общност на благата била заменена с размяната на стоки (търговията) като начин за тяхното придобиване и разпределение. Развитието на търговията породило необходимостта от някаква универсална стока, която да се разменя срещу всички останали. Така се появили парите като всеобщ еквивалент. Постепенно те станали основното средство за разпределение на материалните блага и поради това в по-нататъшното развитие на обществото тяхното притежание станало основно условие за власт, благополучие и престиж.
Според марксистите основна характеристика на човешкия живот в класовото общество е отчуждението, а комунизмът би представлявал пълна реализация на човешката свобода. Според концепцията на Маркс свободата е свързана с три основни елемента – агент (трудовият народ), пречка (класовото деление, икономическото неравенство, лъжливото съзнание) и цел (задоволяването на човешките нужди чрез удовлетворителен труд и справедлив дял от произведеното). Маркс и Енгелс вярват, че комунизмът би дал възможност на хората да правят това, което искат, но също така би ги поставил в такива условия и в такива взаимоотношения, че да не искат да експлоатират или да имат нужда от това. Докато при Хегел, оказал силно влияние върху марксизма, историческото развитие към това етично общество се дължи на идеите, в марксизма то следва от материални причини – развитието на средствата за производство.
Според марксистката теория класовата борба и революцията трябва да доведат до победа на пролетариата и установяване на комунистическо общество, в което частната собственост върху средствата за производство е премахната и те принадлежат на обществото като цяло. Самият Карл Маркс не пише подробно за живота при комунизма, давайки само най-общите черти на комунистическото общество. Един от малкото негови текстове, разглеждащи по-подробно този въпрос е „Немска идеология“ от 1845 година:
В комунистическото общество, където никой няма запазена сфера на дейност, а всеки може да се усъвършенства в каквато област желае, обществото регулира общото производство и така става възможно да правя едно нещо днес, а друго – утре, да ловувам сутринта, да ловя риба следобед, да се грижа за кравите вечер, да критикувам след вечеря, просто каквото ми хрумне, без някога да ставам ловец, рибар, кравар или критик.
В края на XIX век понятията „социализъм“ и „комунизъм“ често се използват като взаимнозаменяеми, но Маркс и Енгелс смятат, че комунизмът няма да възникне направо от капитализма, а ще премине през един първи етап, в който повечето средства за производство ще бъдат обща собственост, но някои от класовите различия ще се запазват. Този първи етап ще еволюира до по-висшия етап, в който ще изчезнат класовите различия, а държавата вече ще бъде ненужна. Руският марксист Владимир Ленин започва да нарича първия етап „социализъм“, а втория – „комунизъм“.
Исторически в марксистката идеология се оформят различни течения, обикновено според политическата ориентация на носителите си.

#### Ленинизъм и сталинизъм
В процеса на овластяване на болшевишката партия в СССР Ленин видоизменя марксистката идеология, като:
- отдава по-голяма роля на субективния фактор по отношение на прехода от капитализъм към комунизъм;[65]
- допуска възможността за преход към социализъм в отделно взета страна;[66]
- отрича необходимостта преходът да започне в най-развитите капиталистически страни;[67]
- признава ролята на бедното селячество като революционна класа;[68]
- определя империализма като висш и последен стадий на капитализма.[69]

Според Йосиф Сталин, наследил властта на Ленин, с въвеждането на диктатурата на пролетариата класовите противоречия не намаляват, а точно обратно: увеличават се, тъй като бившата буржоазия все по-агресивно се бори за възстановяване на капитализма, но вече не в рамките на антикомунистически партии, а под формата на фракции вътре в комунистическата партия.
След смъртта на Сталин в СССР е обявена десталинизация и идеологически наследник на сталинизма е партийната линия, поддържана от ККП в Китай. Мао осъжда десталинизацията, и я нарича ревизионизъм. Със стремежа към идеологическа чистота е оправдана културната революция в страната.
Ленинизмът остава официалната идеология в СССР до перестройката в края на 80-те години на XX век.

#### Троцкизъм
Троцкизмът е идеологическо течение в марксизма, основано от Лев Троцки след изгонването му от СССР. Троцкистите се обявяват за защитници на ленинизма, но противници на сталинизма. Основното си противоречие със сталинистите, троцкистите виждат в защитата на теорията за т.нар. „перманентна революция“, според която революцията в СССР е само началото на един революционен процес, който трябва да обхване целият капиталистически свят. Троцкистката идеология оказва влияние върху редица значителни партии за времето си, разграничаващи се от съветската политика. Примери са РПМО по време на Гражданската война в Испания или венецуелския социалист Уго Чавес в началото на 21 век.

#### Движения, критични към идеологията на СССР
След Втората световна война ръководената от Тито югославска компартия отхвърля критикуващата я Резолюция на Информбюро от страна на сталинистите в „неправилна политическа линия, която представлява отклонение от марксизма-ленинизма“. Провежда собствена вътрешна политика, отличаваща се с елементи на работническо самоуправление и външна политика на необвързаност. Различията с политиките на СССР защитава с твърдението, че всяка страна трябва да търси свой път за постигане на крайните комунистически цели.
Въстанието в Унгария през 1956 г. отхвърля съществуващия обществен строй, организира работнически съвети и издига искания „демократични по същност и социалистически по характер“. През 1968 в Чехословакия комунистическата партия издига доктрината за „социализъм с човешко лице“. Тя включва премахване на медийната цензура и икономически промени в посока към „пазарен социализъм“, базиран на работническо самоуправление. В края на 80-те, на въпроса каква е разликата между идеите на перестройката и на „пражката пролет“, Михаил Горбачов отговаря „19 години.“
Болшинството марксистки партии никога не са се свенили от сътрудничество с буржоазната власт. Ярък пример за това е подкрепата им за националните правителста в подготовката им за Първата световна война, широко критикувана от болшевиките. Когато икономическата криза в СССР става видна в началото на 70-те, комунистическите партии в Западна Европа се отричат от наследството на болшевизма, класовата борба, революцията и диктатурата на пролетариата. и издигат доктрината на еврокомунизма. Според негови защитници, еврокомунизмът свързва себе си с либералната критика на съветските политики и с актуални обществени борби като феминисткото движение и борбата за запазване на природата. Според негови критици, еврокомунизмът е „днешното име на разпада на съветската империя“.

### Безвластнически комунизъм
С понятието анархо-комунизъм се обозначава комунистическо общество (или общественото движение за създаването му), в което не присъстват централизиращи институции. Според анархокомунистите насилническата същност и функция на държавата противоречи на комунистическите принципи, а формата на обществото, установено в СССР и неговите сателити, те наричат държавен капитализъм. Като средство за организация на обществото на мястото на държавния апарат и капиталистическата икономика те предлагат хоризонтални мрежи от доброволни сдружения.

#### Философски основи
„Първият мислител, който систематично обосновата анархисткият светоглед“, Уилям Годуин, обосновава физически и морално равенството между хората и го използва като изходна точка на разсъжденията си. Друга неоспорима ценност за анархистите е свободата на личността. За разлика от много други философски школи, наследили Просвещението, анархистите разглеждат равенството и свободата като неотделими и взаимопораждащи се. Свободата не е противопоставена на сигурността, напротив, тя е необходимо условие, за наличието ѝ. Справедливостта е друга централна тема, която вълнува Годуин и Прудон. За тях тя е пряко следствие от равенството между хората и здравия разум, а не от законите на властта. Държавното право е само фалшива претенция за въздаване на справедливост.
На тази основа анархистите отричат властта като противоестествена и вредна за човешкото общество. Държавното управление описват като неестествено, принудително и „зло“. В противовес на йерархичните организации, поддържани с насилие, те защитават взаимопомощта като основен организационен принцип на човешкия вид и федерализма – като структурна форма за организиране. Собствеността, като продукт на властта, също е отричана като „невъзможна“.
Анархо-комунистите от края на XIX век вече са твърди материалисти, но не споделят примирението пред историческия детерминизъм, присъщо на марксистите.
Корените на човешката природа, според анархистите, лежат в животинските инстинкти, но човешкото поведение, каквото го познаваме, е обусловено много повече културно, отколкото генетично. Човешко общество в различните епохи не е пряко следствие от човешката природа, а плод на комплекс от фактори, много от които нямащи никакво отношение към човечеството. Съвременното общество е само една от формите, в която могат да бъдат организирани хората, при това не задължително най-добрата.

#### Критика на статуквото
Някои автори виждат в анархизма преди всичко „убеждението, че институциите, които ограничават развитието на човечеството, са нелегитимни, ако не могат да обосноват своята необходимост“ „И най-рационалната и дълбока наука не може да предвиди формите на бъдещия обществен живот. Тя може само да определи отрицателните условия, които логично следват от строгата критика на съществуващото общество.“, затова критиката към статуквото заема значителна част от анархистката мисъл.

#### Програма
Първото съзнателно подобие на анархо-комунистическо движение Кропоткин вижда в „анархистите“ от Великата френска революция. От 70-те години на 19 век, с разрастването на анархисткото движение в световен мащаб, крайната цел на анахистическите федерации се описва с думата „комунизъм“, значителна роля в налагането на това понятие играе италианската секция на Първия интернационал. Впоследствие комунизмът става доминиращата икономическа теория сред анархистите, с изключение на анархистите-индивидуалисти.
Последователното формулиране на безвластническата философия не води непременно до революционни движения. Но още Прудон е изключително ангажиран с мисълта за широки обществени промени. Самият той Прудон участва във френската политика, дори се кандидатира за президент по време на Втората република.
Михаил Бакунин е този, който „превръща антидържавната пропаганда на Прудон в бунтовническа теория на революцията и утопичен проект за навлизане в царството на свободата.“ Той се включва в множество опити за революция в Европа и проповядва незабавно разрушаване на държавата и нейните „посестрими“ – религията и собствеността. Бакунин и неговите приятели твърдо вярват в спонтанния народен бунт и творческата сила на разрушението. Според тях без „широко и страстно разрушение, спасително и плодотворно разрушение“ не може да има революция. Същевременно те осъзнават необходимостта от здрава революционна организация и неотклонно преследват тази цел.
Още Бакунин заявява ясно, че „никой не може да се стреми към разрушение, без да има даже някаква далечна идея за новия строй, който ще се появи след това“. Някои теоретици като Пьотър Кропоткин обръщат сериозно внимание на въпроса за „деня след революцията“. Според него почти всички дотогавашни опити за установяване на комунистически общества са били поставени на религиозна основа, а не съобразени с човешката природа и в това се коренят причините за неустойчивостта им. На тази основа той твърди, че никой друг комунизъм, освен анархистическия, не би бил възможен. При все това, за разликата от защитниците на капитализма и държавния комунизъм, анархистите не бързат да обявят анархо-комунизма за „края на историята“.
Анархо-комунистите отричат пазара като средство за разпределение на богатствата (всъщност те не признават съществуването на свободен пазар) и предлагат на негово място планиране на производството и разпределението, според възможностите и нуждите на обществото. За разлика от теорията и практиката на марксизма, те защитават „икономическата демокрация“ и нецентрализирани планиращи институции включващи всички производители и потребители. Сдружаването между различните групи хора трябва да става на конфедеративен принцип чрез доброволни споразумения между свободни общини.
За разлика от марксистите, които разглеждат социализма е преходен обществен строй към комунизма, анархистите защитават революцията като единствен възможен път. Невъзможно е да съществува общество, което да интегрира едновременно капиталистически и комунистически икономически принципи. Революцията трябва необратимо да разруши съществуващите институции на държавата и капитализма, за да създаде място за новите комунистически институции. За осъществяването ѝ анархистите са създавали революционни организации.

#### Течения
В началото на 20 век, с разрастването на работническото движение, идеята за осъществяването на революционния преход към комунистическо общество обособява чрез генерална стачка обособява движението на синдикалистите.
Съвременните анархо-комунистически течения като намират разликите помежду си не само в програмата (като феминистки и пацифистки течения), но и в окончателния вид на комунистическото общество (например примитивизма или християнския комунизъм (Толстоизъм)).

### Религиозен комунизъм
Комунистически практики са широко прилагани сред последователите на различни религиозни учения. Например сред ранните християни в Йерусалим е съществувала практиката да споделят поравно и справедливо пари и труд помежду си. Първите християнски общини са били комуни. Особен принос в развитието на раннохристиянските комуни имат християнските църкви, създадени на Балканския и Италийския полуострови, както и в Мала Азия и Палестина. В началото на новата ера есеите по бреговете на Мъртво море също живеят в комуни. През 5 век движението на Маздак в днешен Иран е описвано като „комунистическо“ заради оспорването на огромните привилегии на аристокрацията и духовенството, критиките към институцията на частната собственост и стремежа към егалитарно общество.
По-късно различни християнски ереси, като тази на богомилите, основават ежедневния си бит на основите на комунистическите схващания. Земята се обработвала общо, общо се отглеждали и децата до определена възраст. Общ бил и дългът за защита на комуната. Таборитите в Бохемия прокламират обща собственост и отказ от данъци. Вследствие на Просвещението се достига до появата на редица учения, обосноваващи въдворяването на нов обществен ред, носещ все повече от белезите на комунизма. Комунистическите идеи в християнството достигат до Китай в 19 век и оказват влияние върху въстанието на тайпините.
Комунистическите практики и предписания в религиите служат за оправдание на модерни държави като Венецуела при Чавес.

## Философска основа на комунизма

### Диалектически материализъм
Диалектическият материализъм е научен философски мироглед, една от съставните части на марксисткото учение, негова философска основа. С възникването на диалектическия материализъм завърши историческият процес на обособяване на философията в отделна наука, имаща свой специфичен предмет на изследване. Неин предмет са най-общите закони на развитие на природата, обществото и мисленето, онези общи начала и основи на обективния свят и неговото отражение в човешкото съзнание, които дават правилен научен подход към явленията и процесите, метод за обяснение, познание и практическо преобразуване на действителността.

#### Онтология
Учение за най-общите закони на развитието на битието.

#### Гносеология
Теорията на познанието или гносеологията изучава взаимоотношението между субекта и обекта в процеса на познавателната дейност, отношението на знанието към действителността, възможността за познание на света от човека, критериите за истинност и достоверност на знанието.

#### Обществознание
Исторически материализъм или обществознание – съставна част на марксистко-ленинската философия, философска наука за обществото, изследваща общосоциологическите закони на историческото развитие, наука, която изследва общите закони и формите на тяхната реализация в дейността на хората. Теоретическа и методологическа база на социологията и други обществени науки.

## Комунизмът в България
Първата документирана комунистическа структура в България е просъществувалата по време на Илинденско-Преображенското въстание „Странджанска комуна“.
Марксисткото разбиране за комунизма навлиза в България чрез кръга около Димитър Благоев. Негов изразител е БРСДП и впоследствие БКП.
В периода 1944 – 1948 Българската комунистическа партия завзема властта в България и установява тоталитарен режим. Комунизмът под формата на марксизъм-ленинизъм е прокламиран като държавна идеология, налагана масово, чрез сломяване на съпротивата на опозиционните сили, чрез насилствена промяна на формата на собственост и създаването на нов политически елит, чиято цел е оставането на власт с всички средства. Официално комунистическата партия управлява държавата до 1990 г. Държавата е обявена официално за социалистическа народна република, която върви по пътя към комунизма. В политически план управлението на НРБ често е наричано комунистическо, поради ръководната роля на комунистическата партия. Официално тази ръководна роля приключва на 3 април 1990.